# Vegetarische boomvink
De vegetarische boomvink (Platyspiza crassirostris) is een van de darwinvinken, zangvogels uit de grote Amerikaanse familie Thraupidae (tangaren). De darwinvinken komen als endemische soorten alleen voor op de Galapagoseilanden.

## Kenmerken
Deze boomvink is 13,5 cm lang, 41 gram zwaar met een typische zaadeterssnavel zoals een goudvink. De vogel werd eerst gerekend tot het geslacht Camarhynchus (boomvinken) maar uit DNA-onderzoek bleek dat deze soort veel verder van deze clade afstond.

## Leefwijze
De vegetarische boomvink is zoals de naam aangeeft een uitgesproken vegetariër die geen insecten eet of ander voedsel van dierlijke herkomst. De vogel heeft de langste darm van alle darwinvinken.

## Verspreiding en leefgebied
De vegetarische boomvink is geen bedreigde vogelsoort en komt voor in de met bos en struikgewas begroeide delen van een groot aantal eilanden in de archipel.